# Sohna
Sohna là một thị xã của quận Gurgaon thuộc bang Haryana, Ấn Độ.

## Địa lý
Sohna có vị trí 28°15′B 77°04′Đ / 28,25°B 77,07°Đ Nó có độ cao trung bình là 212 mét (695 feet).

## Nhân khẩu
Theo điều tra dân số năm 2001 của Ấn Độ, Sohna có dân số 27.571 người. Phái nam chiếm 53% tổng số dân và phái nữ chiếm 47%. Sohna có tỷ lệ 63% biết đọc biết viết, cao hơn tỷ lệ trung bình toàn quốc là 59,5%: tỷ lệ cho phái nam là 70%, và tỷ lệ cho phái nữ là 54%. Tại Sohna, 17% dân số nhỏ hơn 6 tuổi.